# Wiskitki (gemeente)
De gemeente Wiskitki is een landgemeente in het Poolse woiwodschap Mazovië, in powiat Żyrardowski.
De zetel van de gemeente is in Wiskitki.
Op 30 juni 2004 telde de gemeente 9278 inwoners.

## Oppervlakte gegevens
In 2002 bedroeg de totale oppervlakte van gemeente Wiskitki 150,94 km², waarvan:
- agrarisch gebied: 72%
- bossen: 20%

De gemeente beslaat 28,34% van de totale oppervlakte van de powiat.

## Demografie
Stand op 30 juni 2004:
| Omschrijving                   | Totaal | Totaal | Vrouwen | Vrouwen | Mannen | Mannen |
| ------------------------------ | ------ | ------ | ------- | ------- | ------ | ------ |
| eenheid                        | aantal | %      | aantal  | %       | aantal | %      |
| inwoners                       | 9278   | 100    | 4625    | 49,8    | 4653   | 50,2   |
| bevolkingsdichtheid (inw./km²) | 61,5   | 61,5   | 30,6    | 30,6    | 30,8   | 30,8   |

In 2002 bedroeg het gemiddelde inkomen per inwoner 1240,21 zł.

## Administratieve plaatsen (sołectwo)
Aleksandrów, Antoniew, Babskie Budy, Cyganka, Czerwona Niwa, Czerwona Niwa-Parcel, Duninopol, Działki, Feliksów, Franciszków, Guzów, Guzów-Osada, Hipolitów, Janówek, Jesionka, Józefów, Kamionka, Łubno, Miedniewice, Morgi, Nowa Wieś, Nowy Drzewicz, Nowe Kozłowice, Nowy Oryszew, Oryszew-Osada, Podoryszew, Popielarnia, Prościeniec, Różanów, Smolarnia, Sokule, Stare Kozłowice, Starowiskitki, Starowiskitki-Parcel, Stary Drzewicz, Tomaszew, Wiskitki, Wola Miedniewska.

## Overige plaatsen
Kamionka Mała, Miedniewice-Kolonia, Miedniewice-Łąki, Miedniewice-Parcela, Podbuszyce, Siarkowiec, Stara Wieś, Stary Hipolitów.

## Aangrenzende gemeenten
Baranów, Bolimów, Jaktorów, Nowa Sucha, Puszcza Mariańska, Radziejówice, Teresin, Żyrardów